# Kunsthaus Apolda

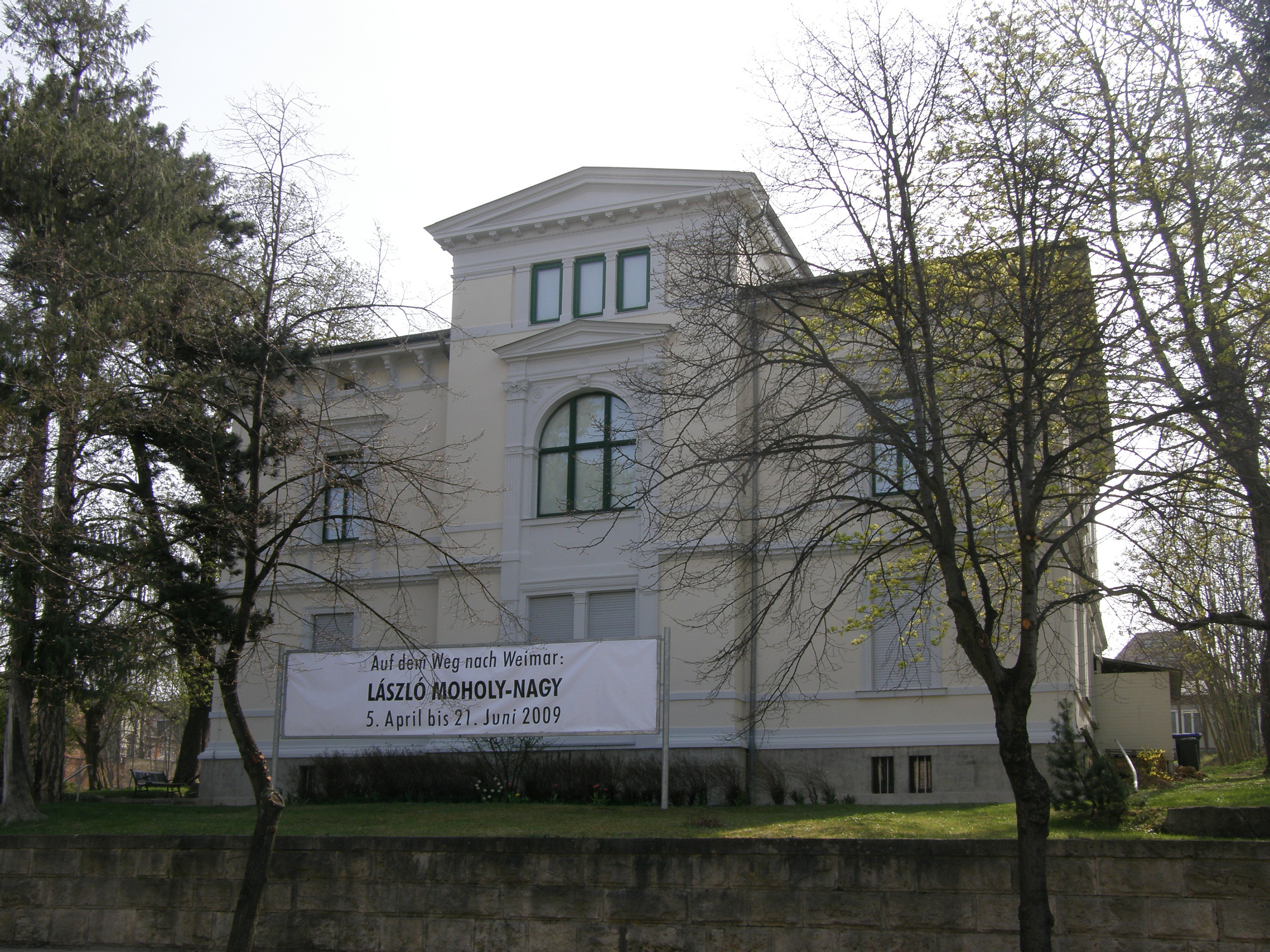
Kunsthaus Apolda

Das Kunsthaus Apolda ist das Kunsthaus der mittelthüringischen Kreisstadt Apolda. Es wurde am 12. Juni 1995 vom Verein „Apolda Avantgarde“ gegründet.

## Ausstellungshistorie

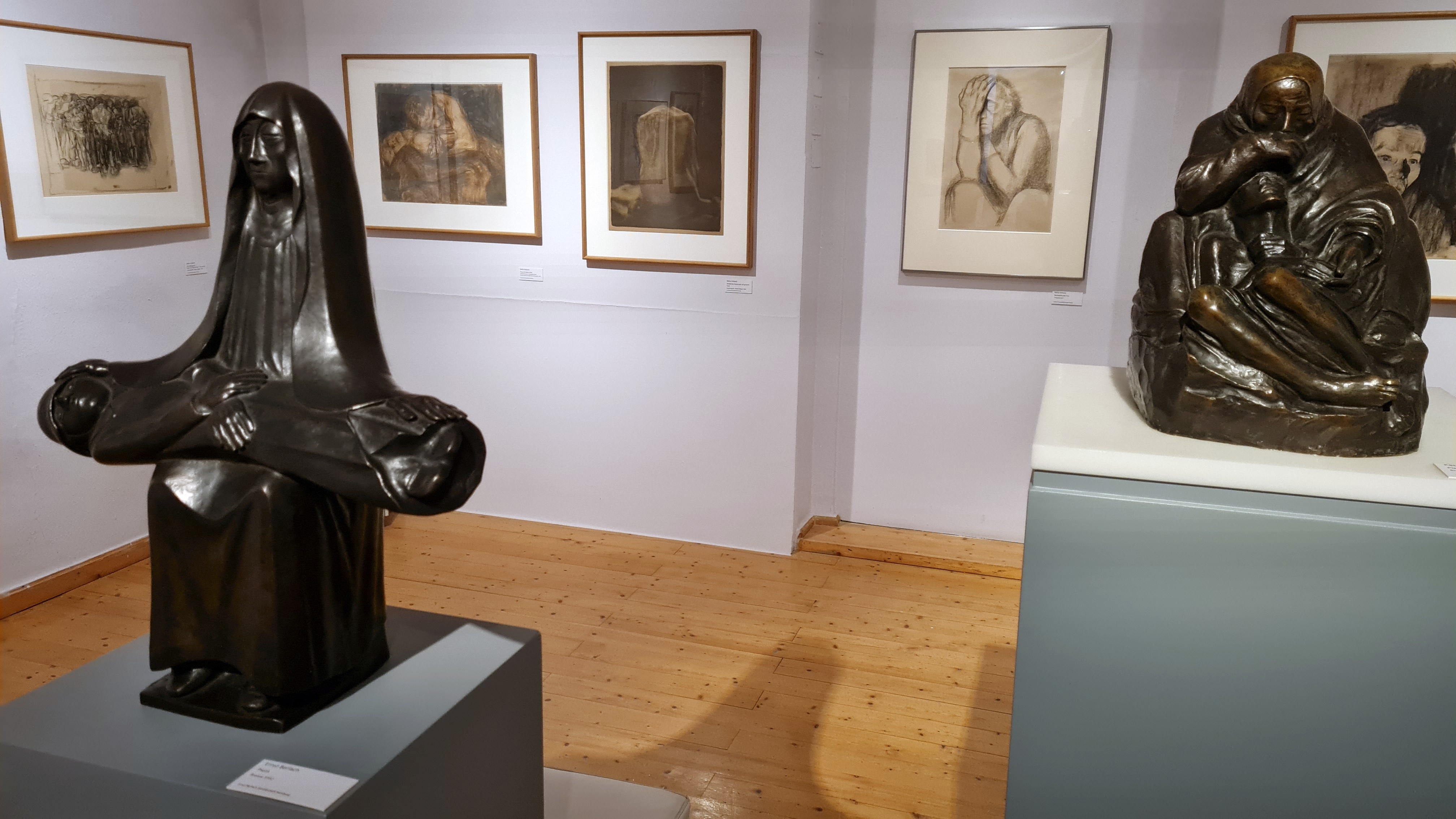
Skulpturen von Ernst Barlach in der Ausstellung „Ernst Barlach und Käthe Kollwitz – Über die Grenzen der Existenz“ (16. Januar – 18. April 2022)

Die erste große Ausstellung, gewidmet den Malern Max Liebermann und Lovis Corinth am 18. Juni 1995, fand mit 8.000 Besuchern überregionale Beachtung. So zog die Dalí-Ausstellung, die erste ihrer Art, mehr als 16.000 Besucher an. Im Jahr 2005 hatten Ausstellungen mit Werken der Künstler Aristide Maillol und Karl Lagerfeld, 2006 Picassos Frauen, Cocteaus Männer sowie Werke von Johannes Grützke und Camille Claudel regen Zuspruch. Außerdem finden regelmäßig Kunstvorträge und -auktionen sowie Vernissagen statt.
Ausstellungen gab es u. a. zu Leo Putz, Maler der Künstlergruppe Brücke, Gerd Mackensen oder Max Klinger sowie erstmals auf dem Gebiet der neuen Bundesländer Fotografien von Helmut Newton und Willy Bogner. 2011 zeigte das Kunsthaus die Ausstellung Reiselust und Sinnesfreude mit Werken von Corinth, Liebermann und Max Slevogt.

## Trägerverein
Der Kunstverein Apolda Avantgarde e. V. wurde am 22. Februar 1994 gegründet, er beging 2024 sein 30-jähriges Jubiläum. Er hat 141 Mitglieder (Stand: April 2024) und ist nach eigener Aussage „hinsichtlich seiner Struktur, des bestehenden Netzwerkes zwischen Kultur, Wirtschaft und Tourismus, der vielen Vereins- und Kinderprojekte sowie des bürgerlichen Engagements vieler Mitglieder gut für die Zukunft gerüstet“. Erste Vorsitzende ist Anke Hörisch, Geschäftsführer Hans Jürgen Giese.

## Sammlungen
Das Kunsthaus Apolda verfügt über Sammlungen, darunter die „Sammlung Bunte – Positionen der klassischen Moderne“.

## Geschichte des Gebäudes
1871/72 ließ der Fabrikant Robert Francke, Mitinhaber der Wollwarenfabrik „Spoer und Francke“, eine zweigeschossige Villa im italienischen Landhausstil erbauen. Nahezu drei Jahrzehnte blieb die Villa im Besitz der Familie Spoer. Danach wechselten einige Male die Besitzer und ab 1933 wurde das Haus teilweise vermietet. Zwischen 1952 und 1994 befanden sich dort verschiedene Einrichtungen der Kreisverwaltung. 1961 wurde das Grundstück vom Rat des Kreises erworben. Ab 1992 fanden Ausstellungen des Landkreises in Zusammenarbeit mit dem neu gegründeten Kunstverein „Apolda Avantgarde“ in dem Haus statt. Nach dem Auszug der Kreisverwaltung beschloss der Kreistag am 11. Januar 1995 Umbaumaßnahmen für die Kunstausstellung von Landkreis und Kreisstadt. Das Gebäude wurde saniert und ist seitdem Sitz des Kunstvereins. Die Villa steht unter Denkmalschutz.